# Busije (Bosanski Petrovac, BiH)
Busije su naseljeno mjesto u općini Bosanski Petrovac, Federacija Bosne i Hercegovine, BiH.

## Zemljopis
Selo se nalazi na kraju Bjelajskog polja, između Bjelaja na jugu i Vrtoča na sjeveru. Prema zapadu selo zatvaraju: Ivankovo Brdo, Lukića Glavica i Koviljača (933 m), prema sjevero – istoku je Prijeka Glavica.

## Povijest
Kroz selo je nekada prolazio rimski i turski put za dolinu Une, a kasnije su Turci, izgradnjom Bosanskog Petrovca put premjestili sredinom Bjelajskog polja.

## Stanovništvo

### 1991.
Nacionalni sastav stanovništva 1991. godine, bio je sljedeći:
ukupno: 159
- Srbi - 114
- Muslimani - 38
- Jugoslaveni - 7

### 2013.
Nacionalni sastav stanovništva 2013. godine, bio je sljedeći:
ukupno: 24
- Bošnjaci - 15
- Srbi - 6
- Hrvati - 1
- ostali, neopredijeljeni i nepoznato - 2